# كورنيلي فالكون
كورنيلي فالكون (بالفرنسية: Cornélie Falcon)‏ هي مغنية سوبرانو فرنسية غنت في أوبرا باريس الوطنية.